# Estadio Santa Ana (Cartago)
El Estadio Santa Ana está situado en la ciudad de Cartago, Valle del Cauca, y está localizado 182 km al norte de la ciudad de Santiago de Cali. Es un estadio para fútbol que tiene una capacidad para alojar 7000 espectadores. 
También llamado Estadio de Santa Ana, el Alfonso López Pumarejo cuenta con dos tribunas, una de Sol y una de Sombra, además de una excelente grama de césped.
En la temporada 1995 y 1995-96 contó con un equipo profesional en la Primera B, el Cartago FC que no tuvo gran figuración.
Para el Torneo Finalización 2010 de la Primera A, el escenario fue sede de los juegos como local del Deportes Quindio y Deportivo Pereira y al final del torneo del América de Cali. Actualmente es sede de dos clubes de formación, el Real Santa Ana y el Proyecto 11 FC, que participan en el Campeonato Prejuvenil.